# Хёдель, Макс
Эмиль Макс Хёдель (англ. Max Hödel; 27 мая 1857, Лейпциг, Германский союз — 16 августа 1878, Zellengefängnis Lehrter Straße) — немецкий анархист, безработный водопроводчик, известный своей неудачной попыткой покушения на императора Германии Вильгельма I.
11 мая 1878 года при попытке покушения Макс Хёдель произвёл из револьвера три выстрела в кайзера Вильгельма I, но не попал в цель. Покушение состоялось, когда кайзер в сопровождении своей дочери, великой княгини Луизы Прусской, проезжал в открытой карете вдоль знаменитой улицы Берлина — Унтер-ден-Линден. В результате покушения никто не пострадал.
После неудачных выстрелов в Вильгельма I и его дочь, террорист бросился бежать по улице, сделав ещё несколько выстрелов в преследующих его людей, но ни в кого не попал и в конечном итоге был схвачен.

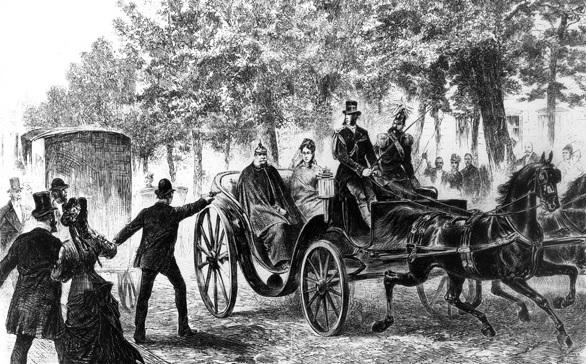
Покушение на императора Вильгельма I (11 мая 1878 года)

Вскоре Макс Хёдель предстал перед судом. Он был признан виновным в государственной измене и покушении на жизнь императора и 10 июля 1878 года приговорён к смертной казни путём обезглавливания.
Приговор был приведён в исполнение 16 августа 1878 года в Моабитской тюрьме.
Бывший член Социал-демократической рабочей партии Германии, был исключён из организации в 1870-х годах и, в конечном итоге, из социал-демократа стал сторонником анархизма.
Факт покушения был использован властями Германии и привёл к окончательному запрету партии в октябре 1878 года в рамках введённого антисоциалистического законодательства (Исключительный закон против социалистов).